# Transceptor

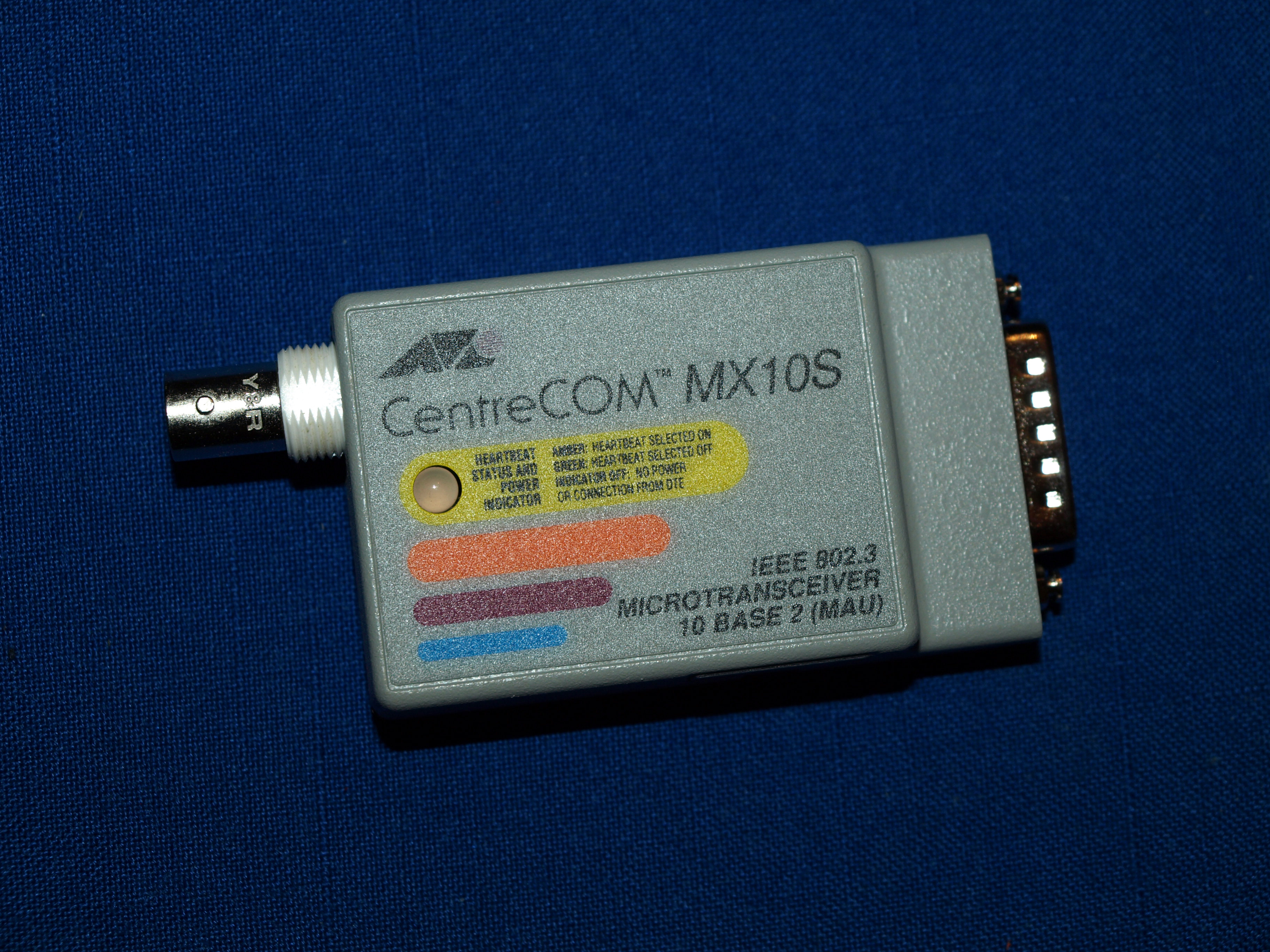
transceptor para cable coaxial.

Un transceptor es un dispositivo que cuenta con un transmisor y un receptor que comparten parte de la circuitería o se encuentran dentro de la misma caja. Cuando el transmisor y el receptor no tienen en común partes del circuito electrónico se conoce como transmisor-receptor. El término fue acuñado a principios de la década de 1920.
Dado que determinados elementos del circuito se utilizan tanto para la transmisión como para la recepción, la comunicación que provee un transceptor solo puede ser semidúplex, lo que significa que pueden enviarse señales en ambos sentidos, pero no simultáneamente.[cita requerida]
Otros dispositivos similares son los transpondedores, los transvertidores y los repetidores.

## Radioaficionados

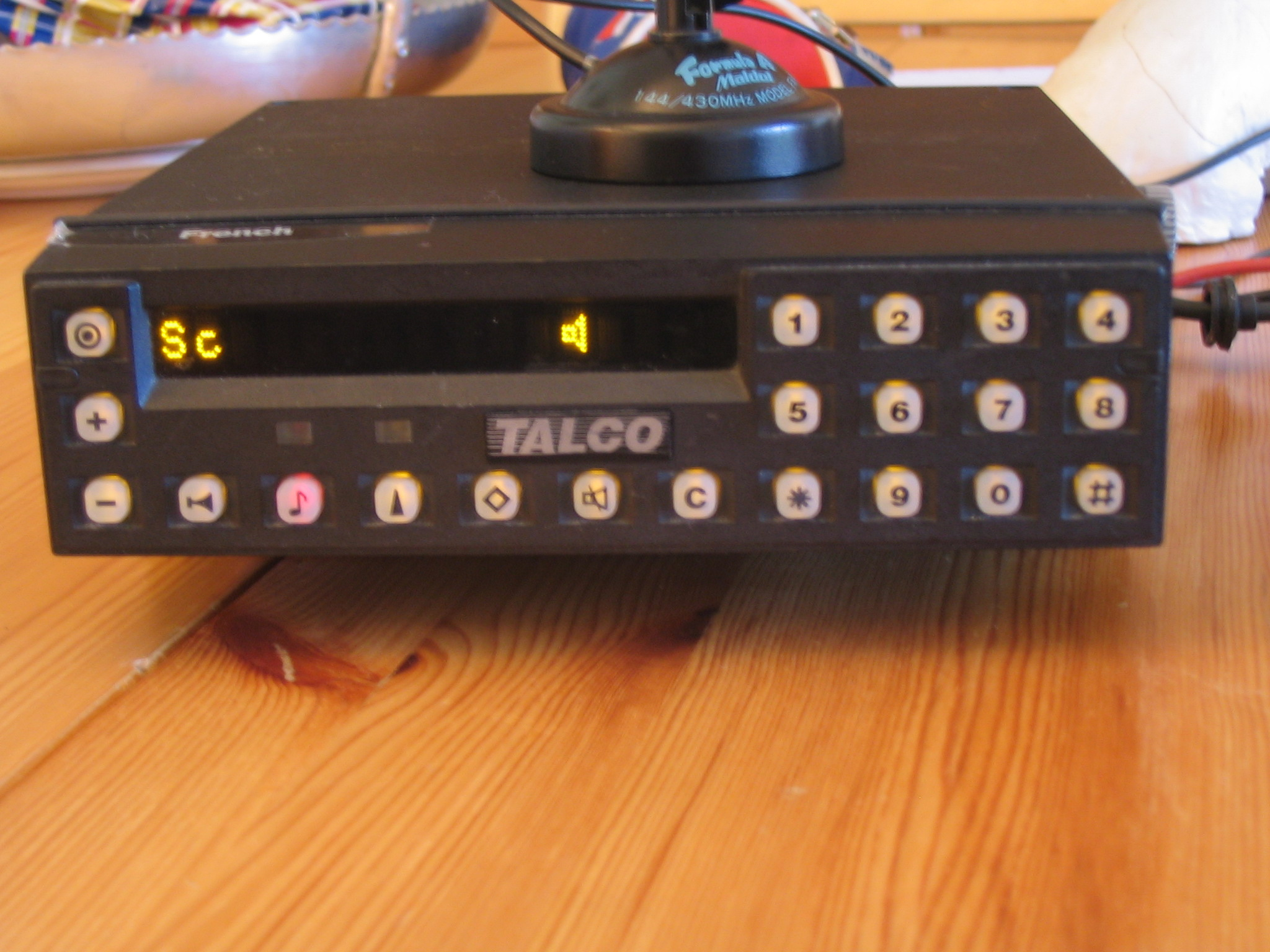
Transceptor profesional VHF Talco CS-160, modificado para funcionar en la banda de radioaficionados de 2 m (1984)

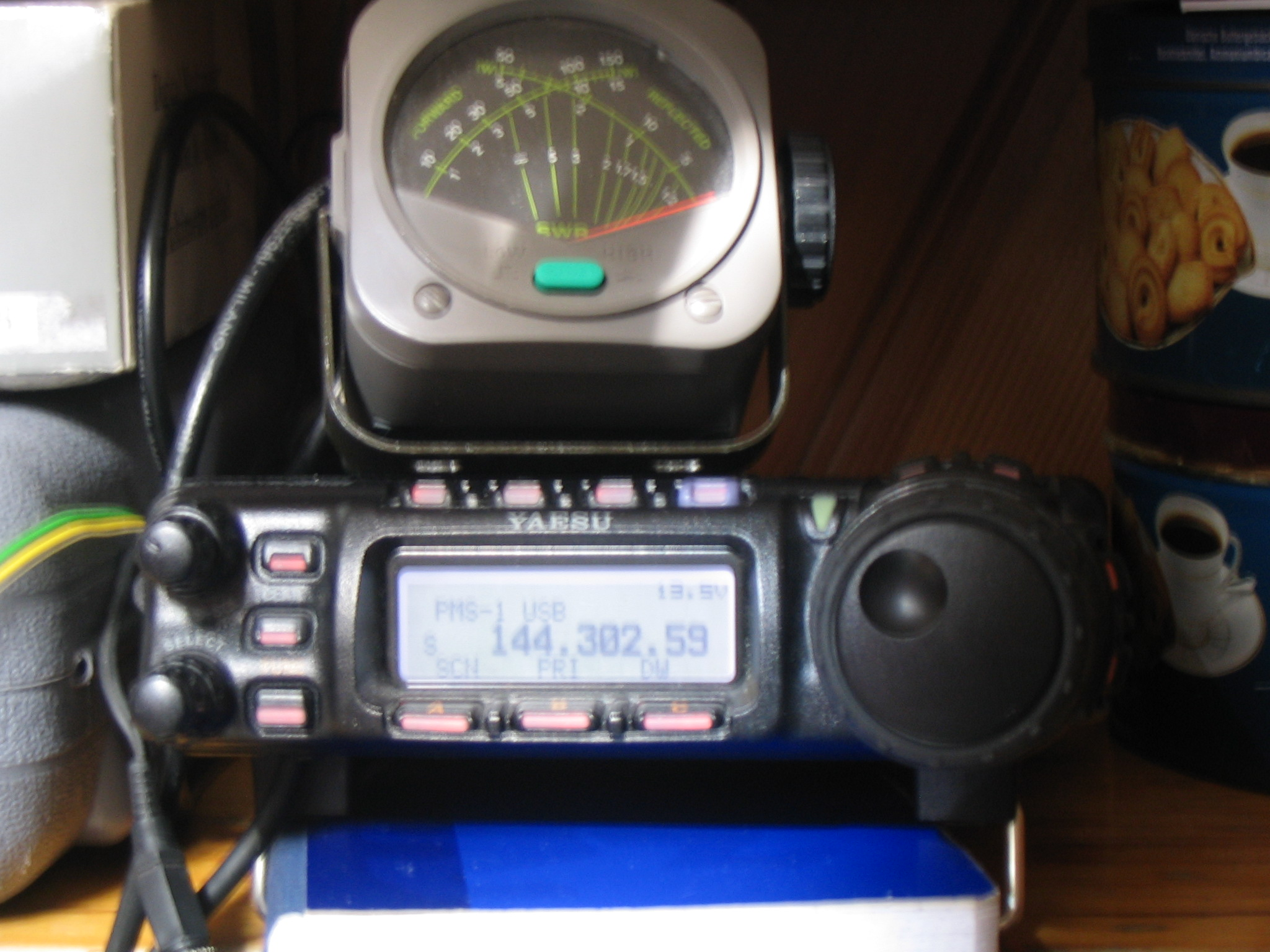
Transceptor multibandas de radioaficionado 100W Yaesu FT-857D (2004)

En los primeros tiempos de los radioaficionados, los receptores y transmisores eran construidos por separado. Hasta los años 40, la costumbre era que fueran hechos por el radioaficionado mismo.
A partir de los años 1950 comienzan a aparecer los equipos comerciales, mejores y menos caros que los equipos hechos por el radioaficionado. Los fabricantes como Drake o Collins hacían líneas para armonizar la apariencia y el rendimiento del transmisor y del receptor.
A partir de los años 1970, casi todos los transmisores de radioaficionados son transceptores (transmisores / receptores). Por ejemplo:
- los denominados walkie-talkie como los de la norma PMR 446 o FRS
- los equipos modernos de radioaficionados
- algunos transceptores de fabricación casera, como el Pixie